# 博托沙尼足球俱樂部
博托沙尼足球俱樂部（FC Botoșani）是羅馬尼亞的一家足球俱樂部，主場位於博托沙尼。球隊現在參加羅馬尼亞足球甲級聯賽的賽事。在2012-13賽季，球隊獲得羅馬尼亞足球乙級聯賽冠軍並得以升入羅甲。